# Tampichthys
Tampichthys  es un género de peces ciprínidos de agua dulce incluidos en el orden Cypriniformes, distribuidos por ríos de México y sur de Estados Unidos.
Son carpas de pequeño tamaño, entre 5 y 9 cm de longitud máxima.
Su hábitat natural es bentopelágico de clima subtropical.

## Especies
Las especies de este género se agrupaban hasta el 2008 en el género Dionda, fecha en que éste se dividió en dos géneros sobre la base de análisis filogenéticos recientes, quedando el género Tampichthys con 6 especies:
- Tampichthys catostomops (Hubbs y Miller, 1977) - Carpa de Tamasopo.
- Tampichthys dichromus (Hubbs y Miller, 1977) - Carpa bicolor o Sardinita de Río Verde.
- Tampichthys erimyzonops (Hubbs y Miller, 1974) - Carpa del Mante.
- Tampichthys ipni (Alvarez y Navarro, 1953) - Carpa veracruzana.
- Tampichthys mandibularis (Contreras-Balderas y Verduzco-Martínez, 1977) - Carpa quijarona o Sardinita quijarrona.
- Tampichthys rasconis (Jordan y Snyder, 1899) - Carpa potosina.